# Spirulina
Spirulina je osušena biomasa cijanobakterija (modrozelenih algi) jestiva za ljude i životinje. Tri vrste su Arthrospira platensis, A. fusiformis i A. maxima.
Uzgajana diljem svijeta, Arthrospira se koristi kao dodatak prehrani ili cjelovita hrana. Također se koristi kao dodatak stočnoj hrani u industriji akvakulture, akvarija i peradi.
Kao prehrana je korištena u Astečkom carstvu i Srednjoj Americi do 16. stoljeća, kada je opisana njena berba u jezeru Texcoco i prodaja njenih torti.
Ne postoje dokazani benefiti konzumacije spiruline niti za jedno ljudsko oboljenje. Istraživanja primjene protiv dijabetesa i HIV-a nisu otkrila pozitivne ishode konzumacije.

## Rizik
Postoje rizici povezani uz konzumaciju proizvoda od spiruline kako za zdrave osobe, tako i uz ljekove, za trudnice i djecu te osobe s određenim bolestima.
Opći rizik konzumacije spiruline povezan je uz cijanotoksin mikrocistin, koji je pronađen u nekim suplementarnim proizvodima od spiruline zbog kontaminacije drugom vrstom modrozelene alge Microcystis aeruginosa. Duže izlaganje toksinu može dovesti do zatajenja jetre te mogućeg utjecaja na druge sustave organa. U kineskim proizvodima od spiruline pronađeno je i zagađenje teškim metalima, do 5,1 ppm olova u jednom uzorku prodavanom komercijalno. Doze spiruline od 10 do 19 grama dnevno kroz više mjeseci smatrane su sigurnima.